# Bagnols (Puy-de-Dôme)
Bagnols (auvergnatisch: Banhòus) ist eine französische Gemeinde mit 402 Einwohnern (Stand: 1. Januar 2022) im Département Puy-de-Dôme in der Region Auvergne-Rhône-Alpes (vor 2016 Auvergne). Sie gehört zum Arrondissement Issoire und zum Kanton Le Sancy (bis 2015 La Tour-d’Auvergne).

## Lage
Bagnols liegt etwa 42 Kilometer südöstlich von Clermont-Ferrand am Fluss Tialle. Umgeben wird Bagnols von den Nachbargemeinden Tauves im Norden und Nordwesten, La Tour-d’Auvergne im Norden, Chastreix im Osten, Saint-Donat im Osten und Südosten, Cros im Süden, Trémouille-Saint-Loup im Westen und Südwesten sowie Larodde im Westen und Nordwesten.

## Bevölkerungsentwicklung
| Jahr                       | 1962 | 1968 | 1975 | 1982 | 1990 | 1999 | 2006 | 2013 |
| Einwohner                  | 1055 | 1038 | 905  | 891  | 712  | 532  | 505  | 475  |
| Quellen: Cassini und INSEE |      |      |      |      |      |      |      |      |

## Sehenswürdigkeiten
- Kirche Saint-Pierre aus dem 12. Jahrhundert, Monument historique seit 1982

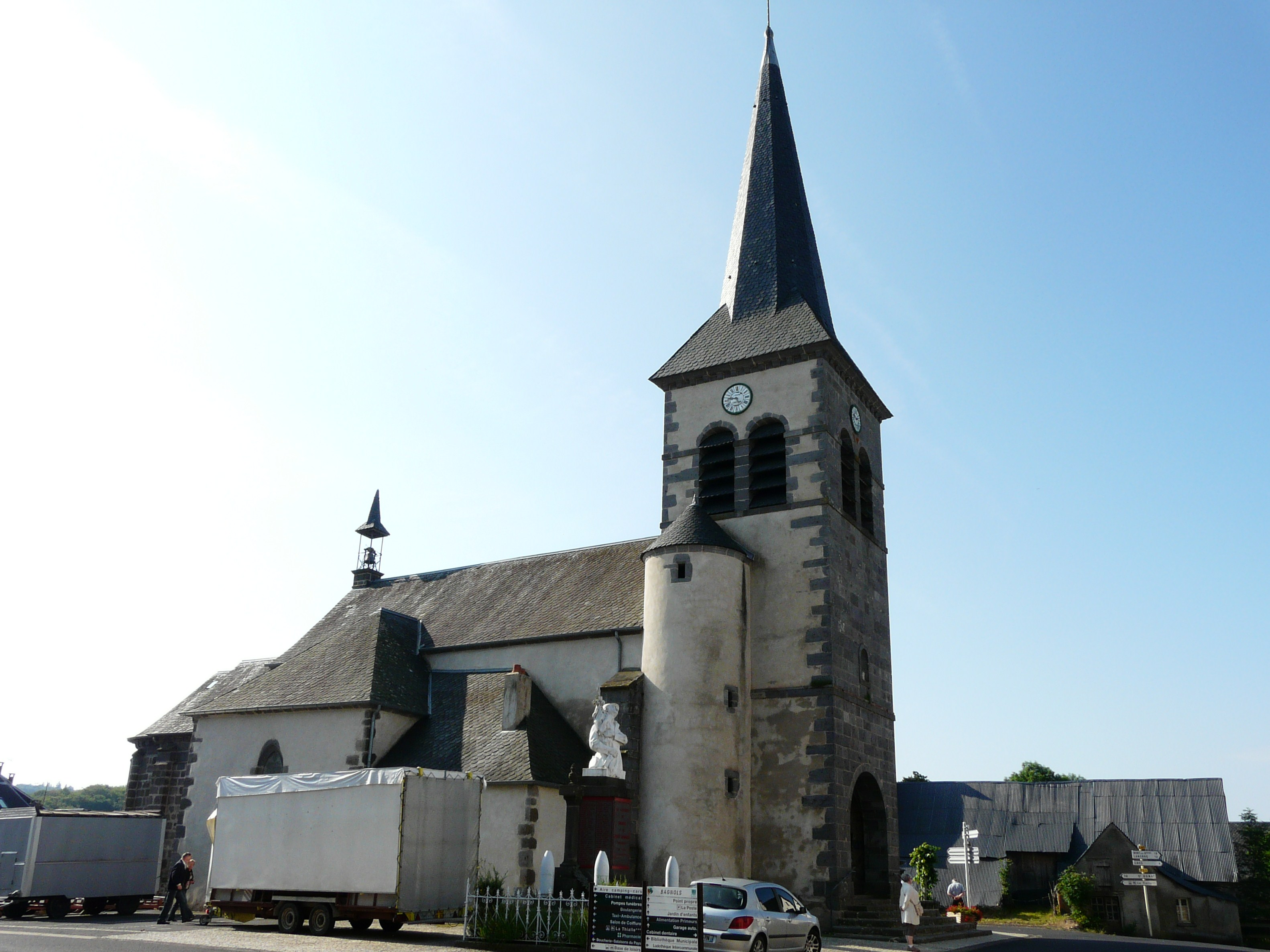
Kirche Saint-Pierre